# いしいひさいちの大政界
『いしいひさいちの大政界』（いしいひさいちのだいせいかい）は、1990年に発表された政治、経済をテーマにしたいしいひさいちの4コマ漫画である。1991年にはOVAでアニメ化、1994年にはメガCDでコンピュータゲーム化された。
執筆当時の日本の主な政治家が似顔絵で登場する。舞台は昭和末期から平成初期、リクルート事件や消費税導入の影響で第15回参議院議員通常選挙で自由民主党が惨敗し、参議院で野党が過半数を占め、海部内閣が発足してから宮澤内閣に至る時期が主に描かれている。

## OVA

### キャスト
登場人物の名前は、実在人物をもじった仮名に変更されている。以下、（　）はモデルとなった実在政治家。
- 大利根無情：藤本譲（中曽根康弘）
- 安藤貧太郎：大山高男（安倍晋太郎）
- 松沢喜六：西川幾雄（宮沢喜一）
- 白波正生：徳丸完（藤波孝生）
- 竹山巡：緒方賢一（竹下登）
- 室長代理代行：喜多川拓郎
- リポーター：沢木郁也
- 議長：大滝進矢
- 土田かた子：竹口安芸子（土井たか子）
- 政治家夫人：ならはしみき
- 小玉一平：山口健（小沢一郎）
- 塚井三助：笹岡繁蔵（塚本三郎）
- 矢名門也：河合義雄（矢野絢也）
- 他界党員：長島雄一
- アンバイヤ：鈴木勝美
- 学生A：飛田展男
- 学生B：森川智之
- 検察官：中博史
- ナレーション：有本欽隆
- キャスト協力：たてかべ和也、ぷろだくしょんバオバブ

### スタッフ
- 原作・脚本・キャラクター原案：いしいひさいち
- 監督：大関雅幸
- 製作：藤中秀紀
- 企画：中川清永
- 脚本：峯正澄
- プロデューサー：松浦繁治
- 作画監督：金澤勝眞
- 美術監督：藤田勉
- 撮影監督：小澤次雄
- 仕上色指定：大橋朝子
- 特殊効果：前川孝
- 編集：木田伴子
- 音響効果：片岡陽三
- 音響監督：小松亘弘
- 録音スタジオ：アバコ
- 現像：東京現像所
- プロデューサー補：大西一久、佐藤元子
- 制作担当：東道泰
- 制作進行：小海雄司（現：こかいゆうじ）
- アニメーション協力：イージーフィルム
- 制作・著作：コムストック、ホールマン・オフィス

## コンピュータゲーム
『いしいひさいちの大政界』は、1994年1月28日に日本のセガから発売されたメガCD用シミュレーションゲーム。
地方で建設会社を営む国田会一郎が内閣総理大臣を目指すためプレイヤーは彼の秘書となって支えていたが、国田が急死。彼に代わって秘書が国政を目指すことになるストーリー。全3章仕立てで情報を集めて物事を解決に導いて政治家活動を行い出世していくコマンド選択方式。
開発はG-SATが行い、プロデューサーはメガドライブ用ソフト『幽☆遊☆白書 外伝』（1994年）を手掛けた大岡良樹とメガドライブ用ソフト『ドラえもん 夢どろぼうと7人のゴザンス』（1993年）を手掛けた渡辺雅人、ディレクターは『ドラえもん 夢どろぼうと7人のゴザンス』を手掛けた石井達也、音楽はメガドライブ用ソフト『レミングス』（1992年）を手掛けた高山博彦、キャラクター・デザインはいしいひさいちが担当している。

### ゲーム内容
日本の政界をテーマとしたコンピュータゲームであるが、実在の政治家は登場しない。物語は主人公が神様から建築業を営む国田会一郎を総理大臣にするよう命ぜられる事から始まり、国田の秘書を務める事となるものの国田が国会議員になった直後に急死、その後地盤を引き継いだ主人公が政治家として活動していく流れとなっている。
ストーリーは全3章構成となっており、国田をサポートし国会議員にする「陣笠編」、政界において政務次官を目指す「中堅編」、党を抜け新党にて政権交代を目指す「党首編」が存在する。通常時は市民の要望に応えながら人気や資金を集め、節目において選挙戦を戦う内容となっている。

### スタッフ
- プロデューサー：大岡良樹、渡辺雅人
- キャラクター・デザイン：いしいひさいち
- ディレクター：石井達也
- ゲーム・デザイン：石井達也、赤桐裕二
- シナリオ：大蔵圭一
- プログラム：島軒惣兵工、石黒雄一
- オリジナル・ピクチャー：吉田育子
- グラフィック：小山優一、奈良肇、小林修、進藤歩、渡辺明美
- 音楽：高山博彦
- サウンド・プログラム、効果音：浜田智之、小松邦夫
- スペシャル・サンクス：富岡雄一、田谷収二、柴田義一、江沢哲男、中隈章

### 評価
- ゲーム誌『ファミコン通信』の「クロスレビュー」では6・6・6・5の合計23点（満40点）となっている[2]。

- ゲーム誌『メガドライブFAN』の読者投票による「ゲーム通信簿」での評価は以下の通りとなっており、19.2点（満30点）となっている[3]。

| 項目 | キャラクタ | 音楽 | お買得度 | 操作性 | 熱中度 | オリジナリティ | 総合 |
| 得点 | 3.3        | 3.2  | 3.0      | 3.2    | 3.3    | 3.3            | 19.2 |

- BEEP!メガドライブBEメガ・ドッグレースでは7、6、4,、6の23点（平均5.75点）[4]。レビュアーはのうち7点をつけた者は政治という一見難しい題材ながら日本の政治の仕組みがうまくゲームになっている、いしい漫画を読んでいるように気軽に楽しめるがちょっと難しいとし、他3人はよくあるコマンド選択式シミュレーションでコマンド説明におかげで遊びやすく街頭演説で場所や行動内容を決めるのはギャグ調で楽しめるが、画面の変化があまりなく達成感は今一つ、CDなら喋りがあってもよかったのではないか、最初から大変で出来は悪くないがコツをつかむのが難しくて選挙戦は辛くバランスが悪い、盛り上がりについては今一つとした者と多人数でプレイすればよいとする者がいた[4]。

- ゲーム本『メガドライブ大全』（2004年、太田出版）では、本作のゲームシステムに関して、「やることは地味」と指摘しつつも「イベントは生臭くも笑える政治ネタが多い」と肯定的に評価した[1]。